# 愛知県道167号岩倉停車場線
愛知県道167号岩倉停車場線（あいちけんどう167ごう いわくらていしゃじょうせん）は、愛知県岩倉市内を通る一般県道である。

## 概要

### 路線データ
- 起点：岩倉停車場（愛知県岩倉市本町）
- 終点：愛知県岩倉市中本町（中本町交差点）
- 路線延長：約290 m

## 沿革
- 1959年（昭和34年）12月15日：認定
- 2008年（平成20年）：岩倉駅東口再開発事業によりルート形状が多少変更される。

## 地理

### 通過する自治体
- 愛知県
  - 岩倉市

### 接続する道路
- 愛知県道149号浅野羽根岩倉線（神明太一宮前）
- 愛知県道25号春日井一宮線（中本町交差点）
- 愛知県道157号小口岩倉線（中本町交差点）

### 沿線
- 名鉄犬山線 岩倉駅
- 神明大一社